# Buzaifogadók
Buzaifogadók (románul Buza Cătun) falu Romániában, Beszterce-Naszód megyében. Közigazgatásilag Kékes községhez tartozik.
Az 1950-es évekig a Kolozs megyei Buza része volt. Az 1956-os népszámláláskor már különálló faluként szerepelt 403 lakossal. 1966-ban 314, 1977-ben 248, 1992-ben 173, 2002-ben 172 lakosa volt. Az 1956-ban még 12%-ot kitevő magyar lakosság aránya 2002-re 6%-ra csökkent.
A falu korábban a bivalytenyésztésről volt ismert.
1601-ben épült Szent Mihály és Gábriel arkangyaloknak szentelt fatemplomát 1897-ben hozták át Újősről. 1927-ben felújították; a lebontás dátuma nem ismert.